# نکوما (داکوتای شمالی)
نکوما(به انگلیسی: Nekoma) شهری در ایالت داکوتای شمالی کشور ایالات متحده آمریکا است که جمعیت آن در سرشماری سال ۲۰۱۰ میلادی، ۵۰ نفر بوده‌است.